# Westfälisches Urkundenbuch
Das Westfälische Urkundenbuch ist eine Sammlung von Quellen für die Geschichtsforschung in der Region Westfalen. Sie wird von der Historischen Kommission für Westfalen herausgegeben und umfasst mittlerweile elf Bände. Der erste Band erschien 1847.

## Übersicht
- Band 1 und 2: Regesta historiae Westfaliae. Accedit Codex diplomaticus. Die Quellen der Geschichte Westfalens in chronologisch geordneten Nachweisen und Auszügen begleitet mit einem Urkundenbuche. Bearb. u. hrsg. v. Heinrich August Erhard.
  1. Von den ältesten geschichtlichen Nachrichten bis 1125. Mit Monogramm- und Siegelabbildungen. Regensberg, Münster 1847. (Nachdruck: 1975, ISBN 3-87898-201-1)
  2. Vom Jahre 1126 bis 1200. Mit Monogramm- und Siegelabbildungen. Regensberg, Münster 1851. (Nachdruck: 1975, ISBN 3-87898-203-8)
  3. Index zu H. A. Erhards Regesta historiae Westfaliae. Nach den von Dr. Ludwig Perger gesammelten Materialien bearb. von Roger Wilmans, Regensberg, Münster 1861. (Nachdruck: 1975, ISBN 3-87898-204-6)
  4. Addimenta. Westfälisches Urkundenbuch. Fortsetzung zu Erhard‘s Regesta historiae Westfaliae. Additamenta zum Westfälischen Urkunden-Buche. Bearb. von Roger Wilmans, Orts- und Personenregister von Eduard Aander Heyden, Regensberg, Münster 1877. (Nachdruck: 1975, ISBN 3-87898-207-0)
  5. Supplement. Westfälisches Urkundenbuch. Fortsetzung zu Erhards Regesta historiae Westfaliae. Supplement. Bearb. von Wilhelm Diekamp, Lieferung 1 (bis 1019), Regensberg, Münster 1885
- Band 3: Die Urkunden des Bisthums Münster 1201–1300. Unter besonderer Mitwirkung v. Ludwig Perger bearb. v. Roger Wilmans. Als Anhang: Index geographicus v. Ernst Friedlaender. Regensberg, Münster 1859–1871. (Nachdruck: 1975, ISBN 3-87898-205-4)
- Band 4: Die Urkunden des Bistums Paderborn 1201–1300. Bearb. v. Roger Wilmans (bis 1250) und Heinrich Finke. Nebst Personen- und Ortsregister, Siegelverzeichnis und Glossar von Hermann Hoogeweg. Regensberg, Münster 1874. 1880. 1894.
- Band 5: Die Papsturkunden Westfalens bis zum Jahre 1378. Bearb. von Heinrich Finke, 1888.
- Band 6: Die Urkunden des Bisthums Minden vom J. 1201–1300. (Mit Personen- u. Ortsregister u. Verzeichnis der beschriebenen Siegel). Bearb. v. Hermann Hoogeweg. Regensberg, Münster 1898.
- Band 7: Die Urkunden des kölnischen Westfalens vom J. 1200–1300. Bearb. v. Staatsarchiv Münster. Regensberg, Münster 1901–1908.
- Band 8: Die Urkunden des Bistums Münster von 1301–1325. Bearb. v. Robert Krumbholtz. Regensberg, Münster 1908–1913.
- Band 9: Die Urkunden des Bistums Paderborn 1301–1325. Bearb. v. Joseph Prinz.
  1. 1301–1310. Regensberg, Münster 1972, ISBN 3-7923-0348-5.
  2. 1311–1315. Aschendorff, Münster 1978, ISBN 3-402-05954-1.
  3. 1316–1320. Aschendorff, Münster 1982, ISBN 3-402-05994-0.
  4. 1321–1325. Aschendorff, Münster 1986, ISBN 3-402-05996-7.
  5. Register, Nachträge, Siegeltafeln. Münster Aschendorff 1993, ISBN 3-402-06691-2.
- Band 10: Die Urkunden des Bistums Minden 1301/1325. Bearb. v. Robert Krumbholtz. Aschendorff, Münster 1940 (2. verb. u. erg. Auflage. besorgt v. Joseph Prinz. Aschendorff, Münster 1977, ISBN 3-402-05955-X)
- Band 11: Die Urkunden des Kölnischen Westfalen 1301–1325. Bearb. v. Manfred Wolf. Teil 1–3. Aschendorff, Münster 1996–2005.
  1. 1301–1310. 1996, ISBN 3-402-06692-0.
  2. 1311–1320. 1999, ISBN 3-402-06693-9.
  3. 1321–1325; Indices. 2005, ISBN 3-402-06694-7.